# Where Do You Go To (My Lovely)?
Where Do You Go To (My Lovely)? is een nummer van de Britse singer-songwriter Peter Sarstedt. Het nummer werd uitgebracht op zijn naar zichzelf genoemde debuutalbum uit 1969. In januari van dat jaar werd het nummer uitgebracht als de tweede single van het album.

## Achtergrond
Where Do You Go To (My Lovely)? is geschreven door Sarstedt zelf en geproduceerd door Ray Singer. Het nummer gaat over de fictieve vrouw Marie-Claire, die opgroeit in de achterbuurten van Napels, onderdeel wordt van de jetset en later in Parijs gaat wonen. De tekst is geschreven vanuit het oogpunt van haar beste vriend tijdens haar jeugd. De tekst bevat verwijzingen naar Marlene Dietrich, Zizi Jeanmaire, Pierre Balmain, Boulevard Saint-Michel, The Rolling Stones, Sacha Distel, Sorbonne, Picasso, Juan-les-Pins, de monokini, Sankt Moritz, brandewijn en Aga Khan.
Sarstedt schreef Where Do You Go To (My Lovely)? in Kopenhagen. Er bestond veel speculatie door wie het nummer is geïnspireerd. Zo werden het tijdschrift Marie Claire en actrices Sophia Loren en Nina van Pallandt genoemd als inspiratiebronnen. In 2009 vertelde Sarstedt in een interview dat hij oorspronkelijk had gelogen dat het ging over een socialite die omkwam tijdens een brand. Hij zei dat het echt ging over zijn toenmalige vriendin, met wie hij trouwde, maar later weer van scheidde.
Where Do You Go To (My Lovely)? werd de grootste hit van Sarstedt: het was zijn enige nummer 1-hit in het Verenigd Koninkrijk, en ook in Ierland, Australië, Nieuw-Zeeland en Zuid-Afrika bereikte het de hoogste positie. In de Verenigde Staten kwam het tot de zeventigste plaats in de Billboard Hot 100. In Nederland bereikte de single de vierde plaats in zowel de Veronica Top 40, de Parool Top 20 en de Hilversum 3 Top 30, terwijl in Vlaanderen de zeventiende plaats in de voorloper van de Ultratop 50 werd behaald. In 1970 ontving Sarstedt een Ivor Novello Award voor het nummer in de categorie "Best Song Musically and Lyrically". Het nummer is gebruikt in de films The Darjeeling Limited en Absolutely Fabulous: The Movie.
In 1997 nam Sarstedt een vervolg op Where Do You Go To (My Lovely)? op met de titel The Last of the Breed (Lovely 2). Hierin kijkt hij hoe het leven van Marie Claire er twintig jaar later uitziet. Ze woont nu in Londen en het nummer maakt nieuwe verwijzingen naar Belgravia, Ballets Russes, Claridge's, Gstaad, John Galliano, Harrods, Jeruzalem, Kaapstad, Long Island, Milaan, Rudolf Nureyev, Palm Beach, Rio de Janeiro en Isabella Rossellini. Later werkte Sarstedt aan een tweede opvolger met de titel Farewell Marie-Claire, waarin het verhaal zou worden beëindigd, maar het lied werd nooit uitgebracht nadat hij zijn vertrek uit de muziek aankondigde.

## Hitnoteringen

### Nederlandse Top 40
| Hitnotering: 22-03-1969 t/m 17-05-1969 | Hitnotering: 22-03-1969 t/m 17-05-1969 | Hitnotering: 22-03-1969 t/m 17-05-1969 | Hitnotering: 22-03-1969 t/m 17-05-1969 | Hitnotering: 22-03-1969 t/m 17-05-1969 | Hitnotering: 22-03-1969 t/m 17-05-1969 | Hitnotering: 22-03-1969 t/m 17-05-1969 | Hitnotering: 22-03-1969 t/m 17-05-1969 | Hitnotering: 22-03-1969 t/m 17-05-1969 | Hitnotering: 22-03-1969 t/m 17-05-1969 | Hitnotering: 22-03-1969 t/m 17-05-1969 |
| Week                                   | 1                                      | 2                                      | 3                                      | 4                                      | 5                                      | 6                                      | 7                                      | 8                                      | 9                                      |                                        |
| -------------------------------------- | -------------------------------------- | -------------------------------------- | -------------------------------------- | -------------------------------------- | -------------------------------------- | -------------------------------------- | -------------------------------------- | -------------------------------------- | -------------------------------------- | -------------------------------------- |
| Positie                                | 18                                     | 5                                      | 4                                      | 5                                      | 6                                      | 11                                     | 13                                     | 25                                     | 40                                     | uit                                    |

### Parool Top 20
| Hitnotering: 22-03-1969 t/m 03-05-1969 | Hitnotering: 22-03-1969 t/m 03-05-1969 | Hitnotering: 22-03-1969 t/m 03-05-1969 | Hitnotering: 22-03-1969 t/m 03-05-1969 | Hitnotering: 22-03-1969 t/m 03-05-1969 | Hitnotering: 22-03-1969 t/m 03-05-1969 | Hitnotering: 22-03-1969 t/m 03-05-1969 | Hitnotering: 22-03-1969 t/m 03-05-1969 | Hitnotering: 22-03-1969 t/m 03-05-1969 |
| Week                                   | 1                                      | 2                                      | 3                                      | 4                                      | 5                                      | 6                                      | 7                                      |                                        |
| -------------------------------------- | -------------------------------------- | -------------------------------------- | -------------------------------------- | -------------------------------------- | -------------------------------------- | -------------------------------------- | -------------------------------------- | -------------------------------------- |
| Positie                                | 17                                     | 5                                      | 4                                      | 5                                      | 5                                      | 12                                     | 14                                     | uit                                    |

### NPO Radio 2 Top 2000
| Nummer met noteringen in de NPO Radio 2 Top 2000 | '99 | '00  | '01  | '02  | '03 | '04  | '05 | '06 | '07  | '08 | '09  | '10  | '11  | '12  | '13  | '14  | '15  | '16  | '17  | '18  | '19  |
| ------------------------------------------------ | --- | ---- | ---- | ---- | --- | ---- | --- | --- | ---- | --- | ---- | ---- | ---- | ---- | ---- | ---- | ---- | ---- | ---- | ---- | ---- |
| Where Do You Go To (My Lovely?)                  | 748 | 1051 | 1495 | 1052 | 912 | 1059 | 934 | 936 | 1083 | 981 | 1342 | 1192 | 1532 | 1324 | 1502 | 1518 | 1685 | 1748 | 1390 | 1903 | 1879 |

1. ↑  Een vetgedrukt getal geeft de hoogste notering aan.
2. ↑  Deze tabel is bijgewerkt tot en met de laatste editie (2024).

### Evergreen Top 1000
| Evergreen Top 1000 "Where Do You Go To My Lovely" | Evergreen Top 1000 "Where Do You Go To My Lovely" | Evergreen Top 1000 "Where Do You Go To My Lovely" | Evergreen Top 1000 "Where Do You Go To My Lovely" | Evergreen Top 1000 "Where Do You Go To My Lovely" | Evergreen Top 1000 "Where Do You Go To My Lovely" | Evergreen Top 1000 "Where Do You Go To My Lovely" | Evergreen Top 1000 "Where Do You Go To My Lovely" | Evergreen Top 1000 "Where Do You Go To My Lovely" | Evergreen Top 1000 "Where Do You Go To My Lovely" | Evergreen Top 1000 "Where Do You Go To My Lovely" | Evergreen Top 1000 "Where Do You Go To My Lovely" | Evergreen Top 1000 "Where Do You Go To My Lovely" | Evergreen Top 1000 "Where Do You Go To My Lovely" | Evergreen Top 1000 "Where Do You Go To My Lovely" | Evergreen Top 1000 "Where Do You Go To My Lovely" | Evergreen Top 1000 "Where Do You Go To My Lovely" |
| Jaar                                              | 2008                                              | 2009                                              | 2010                                              | 2011                                              | 2012                                              | 2013                                              | 2014                                              | 2015                                              | 2016                                              | 2017                                              | 2018                                              | 2019                                              | 2020                                              | 2021                                              | 2022                                              | 2023                                              |
| ------------------------------------------------- | ------------------------------------------------- | ------------------------------------------------- | ------------------------------------------------- | ------------------------------------------------- | ------------------------------------------------- | ------------------------------------------------- | ------------------------------------------------- | ------------------------------------------------- | ------------------------------------------------- | ------------------------------------------------- | ------------------------------------------------- | ------------------------------------------------- | ------------------------------------------------- | ------------------------------------------------- | ------------------------------------------------- | ------------------------------------------------- |
| Positie                                           | 754                                               | 449                                               | 442                                               | 442                                               | 494                                               | 556                                               | 241                                               | 499                                               | 429                                               | 383                                               | 329                                               | 401                                               | 345                                               | 336                                               | 326                                               | 374                                               |